# Campeonato Capixaba de Futebol de 2020 - Série A
O Campeonato Capixaba de Futebol de 2020 - Série A, organizado pela FES, foi a 104ª edição do campeonato estadual de futebol do Espírito Santo. Com início em 25 de janeiro e término previsto inicialmente para 25 de abril, reunindo dez equipes, sendo oito participantes do Capixabão de 2019 e o campeão e vice da Série B de 2019, São Mateus e Linhares, respectivamente.
A competição foi paralisada em 17 de março, após o término da Primeira Fase, pela FES, por tempo indeterminado devido à Pandemia de COVID-19. Após oito meses, as quartas de final da competição foi retomado no dia 21 de novembro com jogos sem público.

## Regulamento
A fórmula de disputa foi a mesma da última edição. Na Primeira Fase, os dez participantes jogam entre si em turno único, com os oito melhores avançando às Quartas de Final. Os cinco times mais bem colocados na edição passado fazem cinco jogos com o mando de campo (Vitória-ES, Real Noroeste, Rio Branco-ES, Estrela do Norte e Rio Branco VN), os demais fazem apenas quatro jogos com o mando. A Fase Final será disputada em sistema de mata-mata, onde os clubes se enfrentam em cruzamento olímpico com jogos de ida e volta, até as Finais. Os times com melhores campanhas na Primeira Fase terão o mando de campo nos jogos de volta da Fase Final. O campeão ganha o direito de disputar a Copa do Brasil de 2021 e a Série D de 2021. As duas últimas equipes na Primeira Fase serão rebaixadas à Série B de 2021. Com o cancelamento da Copa Espírito Santo de 2020 devido à Pandemia de COVID-19 e a melhoria da FES no Ranking da CBF, o campeão e vice-campeão capixaba ganham vagas na Copa do Brasil de 2021, Série D de 2021 e Copa Verde de 2021.

### Critérios de desempate
Os critérios de desempate serão aplicados na seguinte ordem para cada fase:
Primeira Fase
1. Maior número de vitórias
2. Maior saldo de gols
3. Maior número de gols pró (marcados)
4. Confronto direto
5. Menor número de cartões vermelhos
6. Menor número de cartões amarelos
7. Sorteio

Quartas de Final
1. Maior saldo de gols nos dois jogos
2. Melhor classificação na Primeira Fase

Semifinais e Finais
1. Maior saldo de gols nos dois jogos
2. Disputa por pênaltis

## Participantes
| Clube                  | Cidade                  | Temporada 2019 | Estádio               | Capacidade | Títulos (último) |
| ---------------------- | ----------------------- | -------------- | --------------------- | ---------- | ---------------- |
| Atlético Itapemirim    | Itapemirim              | 7º da Série A  | Sumaré[a]             | 6 000      | 1 (2017)         |
| Desportiva Ferroviária | Cariacica               | 8º da Série A  | Engenheiro Araripe    | 7 700      | 18 (2016)        |
| Estrela do Norte       | Cachoeiro de Itapemirim | 4º da Série A  | Sumaré                | 6 000      | 1 (2014)         |
| Linhares               | Linhares                | 2º da Série B  | Sernamby[b]           | 4 500      | 1 (2007)         |
| Real Noroeste          | Águia Branca            | 2º da Série A  | José Olímpio da Rocha | 5 281      | 0 (não possui)   |
| Rio Branco-ES          | Vitória                 | 3º da Série A  | Kleber Andrade        | 21 800     | 37 (2015)        |
| Rio Branco VN          | Venda Nova do Imigrante | 5º da Série A  | Olímpio Perim         | 2 100      | 0 (não possui)   |
| São Mateus             | São Mateus              | 1º da Série B  | Sernamby              | 4 500      | 2 (2011)         |
| Serra                  | Serra                   | 6º da Série A  | Robertão              | 2 000      | 6 (2018)         |
| Vitória-ES             | Vitória                 | 1º da Série A  | Salvador Costa        | 3 000      | 10 (2019)        |

Notas:

- a. ^  O Atlético Itapemirim mandou seus jogos no Sumaré, em Cachoeiro de Itapemirim.
- b. ^  O Linhares mandou seus jogos no Sernamby em São Mateus.

## Primeira Fase
| Pos | Times                  | Pts | J | V | E | D | GP | GC | SG  | Classificação               |
| --- | ---------------------- | --- | - | - | - | - | -- | -- | --- | --------------------------- |
| 1   | Vitória-ES             | 27  | 9 | 9 | 0 | 0 | 30 | 3  | +27 | Classificado às Fase Final  |
| 2   | Rio Branco VN          | 18  | 9 | 5 | 3 | 1 | 17 | 8  | +9  | Classificado às Fase Final  |
| 3   | Real Noroeste          | 17  | 9 | 5 | 2 | 2 | 15 | 11 | +4  | Classificado às Fase Final  |
| 4   | Desportiva Ferroviária | 16  | 9 | 5 | 1 | 3 | 14 | 8  | +6  | Classificado às Fase Final  |
| 5   | Rio Branco-ES          | 15  | 9 | 5 | 0 | 4 | 20 | 12 | +8  | Classificado às Fase Final  |
| 6   | Serra                  | 11  | 9 | 3 | 2 | 4 | 10 | 14 | –4  | Classificado às Fase Final  |
| 7   | São Mateus             | 11  | 9 | 3 | 2 | 4 | 7  | 12 | –5  | Classificado às Fase Final  |
| 8   | Estrela do Norte       | 10  | 9 | 3 | 1 | 5 | 13 | 13 | 0   | Classificado às Fase Final  |
| 9   | Atlético Itapemirim    | 4   | 9 | 1 | 1 | 7 | 8  | 19 | –11 | Rebaixado à Série B de 2021 |
| 10  | Linhares               | 0   | 9 | 0 | 0 | 9 | 6  | 40 | –34 | Rebaixado à Série B de 2021 |

## Fase Final
- Em itálico os clubes que possuem o mando de campo no primeiro jogo. Em negrito, os classificados.

|  | Quartas de final       | Quartas de final | Quartas de final | Quartas de final |       |               | Semifinais | Semifinais | Semifinais | Semifinais |  |               | Final | Final | Final | Final |  |  |
|  |                        |                  |                  |                  |       |               |            |            |            |            |  |               |       |       |       |       |  |  |
|  |                        |                  |                  |                  |       |               |            |            |            |            |  |               |       |       |       |       |  |  |
|  | Vitória-ES             | 0                | 1                | 1                |       |               |            |            |            |            |  |               |       |       |       |       |  |  |
|  | Estrela do Norte       | 1                | 0                | 1                |       |               |            |            |            |            |  |               |       |       |       |       |  |  |
|  | Estrela do Norte       | 1                | 0                | 1                |       | Vitória-ES    | 1          | 1          | 2          |            |  |               |       |       |       |       |  |  |
|  |                        |                  |                  |                  |       | Vitória-ES    | 1          | 1          | 2          |            |  |               |       |       |       |       |  |  |
|  |                        | Rio Branco-ES    | 1                | 2                | 3     |               |            |            |            |            |  |               |       |       |       |       |  |  |
|  | Desportiva Ferroviária | Rio Branco-ES    | 1                | 2                | 3     | 1             | 1          | 2          |            |            |  |               |       |       |       |       |  |  |
|  | Desportiva Ferroviária |                  |                  |                  |       | 1             | 1          | 2          |            |            |  |               |       |       |       |       |  |  |
|  | Rio Branco-ES          | 2                | 1                | 3                |       |               |            |            |            |            |  |               |       |       |       |       |  |  |
|  | Rio Branco-ES          | 2                | 1                | 3                |       |               |            |            |            |            |  | Rio Branco-ES | 0     | 0     | 0     |       |  |  |
|  |                        |                  |                  |                  |       |               |            |            |            |            |  | Rio Branco-ES | 0     | 0     | 0     |       |  |  |
|  |                        | Rio Branco VN    | 0                | 1                | 1     |               |            |            |            |            |  |               |       |       |       |       |  |  |
|  | Rio Branco VN          | Rio Branco VN    | 0                | 1                | 1     | 1             | 3          | 4          |            |            |  |               |       |       |       |       |  |  |
|  | Rio Branco VN          |                  |                  |                  |       | 1             | 3          | 4          |            |            |  |               |       |       |       |       |  |  |
|  | São Mateus             | 0                | 0                | 0                |       |               |            |            |            |            |  |               |       |       |       |       |  |  |
|  | São Mateus             | 0                | 0                | 0                |       | Rio Branco VN | 2          | 2          | 4 (4)      |            |  |               |       |       |       |       |  |  |
|  |                        |                  |                  |                  |       | Rio Branco VN | 2          | 2          | 4 (4)      |            |  |               |       |       |       |       |  |  |
|  |                        | Real Noroeste    | 2                | 2                | 4 (3) |               |            |            |            |            |  |               |       |       |       |       |  |  |
|  | Real Noroeste          | Real Noroeste    | 2                | 2                | 4 (3) | 2             | 1          | 3          |            |            |  |               |       |       |       |       |  |  |
|  | Real Noroeste          |                  |                  |                  |       | 2             | 1          | 3          |            |            |  |               |       |       |       |       |  |  |
|  | Serra                  | 0                | 2                | 2                |       |               |            |            |            |            |  |               |       |       |       |       |  |  |

### Quartas de Finais
Jogos de ida
| Sábado, 21 de novembro | Rio Branco-ES              | 2 – 1     | Desportiva Ferroviária | Estádio Kleber Andrade, Cariacica |
| 18:30                  | Marinho 18' · Paulinho 87' | Relatório | 55' Matheus Bidick     | Árbitro: ES                       |

| Terça-feira, 24 de novembro | São Mateus | 0 – 1     | Rio Branco VN | Estádio do Sernamby, São Mateus |
| 15:00                       |            | Relatório | 86' Maiquinho | Árbitro: ES                     |

| Terça-feira, 24 de novembro | Serra | 0 – 2     | Real Noroeste             | Estádio Robertão, Serra |
| 18:30                       |       | Relatório | 29' Santiago · 43' Wesley | Árbitro: ES             |

| Quarta-feira, 25 de novembro | Estrela do Norte | 1 – 0     | Vitória-ES | Estádio do Sumaré, Cachoeiro do Itapemirim |
| 18:30                        | Raul 56'         | Relatório |            | Árbitro: ES                                |

Jogos de volta
| Sábado, 28 de novembro | Desportiva Ferroviária | 1 – 1     | Rio Branco-ES | Estádio Engenheiro Araripe, Cariacica |
| 15:00                  | Eraldo 5'              | Relatório | 83' Nildo     | Árbitro: ES                           |

| Domingo, 29 de novembro | Rio Branco VN                                                | 3 – 0     | São Mateus | Estádio Olímpio Perim, Venda Nova do Imigrante |
| 15:00                   | Rafael Castro 43' (pen.) · Weltinho 46' · Gustavo 60' (g.c.) | Relatório |            | Árbitro: ES                                    |

| Quarta-feira, 2 de dezembro | Real Noroeste       | 1 – 2     | Serra                       | Estádio José Olímpio da Rocha, Águia Branca |
| 15:00                       | Matheus Firmino 27' | Relatório | 51' Erick · 69' Diego Alves | Árbitro: ES Raphael Garcia de Andrade       |

| Quarta-feira, 2 de dezembro | Vitória-ES  | 1 – 0     | Estrela do Norte | Estádio Salvador Costa, Vitória |
| 18:30                       | Anderson 6' | Relatório |                  | Árbitro: ES Dyorgines Padovani  |

### Semifinais
Jogos de ida
| Terça-feira, 8 de dezembro | Rio Branco-ES | 1 – 1     | Vitória-ES      | Estádio Kleber Andrade, Cariacica |
| 19:00                      | Marinho 77'   | Relatório | 68' Gil Mineiro | Árbitro: ES Arthur Gomes Rabelo   |

Jogos de volta
| Terça-feira, 15 de dezembro | Vitória-ES      | 1 – 2     | Rio Branco-ES            | Estádio Salvador Costa, Vitória |
| 19:00                       | Toni Galego 86' | Relatório | 10' Pepeta · 43' Marinho | Árbitro: ES Dyorgenes Padovani  |

## Públicos

### Maiores Públicos
Atualizado em 05 de abril

### Menores Públicos
Atualizado em 05 de abril

### Média
As médias de público são calculadas manualmente, levando-se em conta o relatório oficial emitido pela FES, disponíveis no site oficial.

Atualizado em 03 de março
| Pos. | Time                   | Média | Total | Mandos | Maior | Menor | Arrecadação  | Ticket Médio |
| ---- | ---------------------- | ----- | ----- | ------ | ----- | ----- | ------------ | ------------ |
| 1    | Rio Branco VN          | 697   | 2 788 | 4      | 954   | 585   | R$ 58 650,00 | R$ 21,04     |
| 2    | Estrela do Norte       | 649   | 2 597 | 4      | 1 344 | 371   | R$ 52 480,00 | R$ 20,21     |
| 3    | Desportiva Ferroviária | 633   | 1 898 | 3      | 1 077 | 388   | R$ 30 900,00 | R$ 16,28     |
| 4    | São Mateus             | 601   | 1 804 | 3      | 697   | 506   | R$ 23 290,00 | R$ 12,91     |
| 5    | Rio Branco-ES          | 581   | 2 324 | 4      | 876   | 305   | R$ 38 385,00 | R$ 16,52     |
| 6    | Vitória-ES             | 281   | 1 122 | 4      | 546   | 182   | R$ 23 985,00 | R$ 21,38     |
| 7    | Linhares               | 211   | 634   | 3      | 593   | 15    | R$ 12 225,00 | R$ 19,28     |
| 8    | Serra                  | 207   | 622   | 3      | 260   | 176   | R$ 12 480,00 | R$ 20,06     |
| 9    | Atlético Itapemirim    | 117   | 352   | 3      | 292   | 30    | R$ 7 040,00  | R$ 20,00     |
| 10   | Real Noroeste          | 37    | 146   | 4      | 49    | 20    | R$ 2 505,00  | R$ 17,16     |

## Premiação
| Campeonato Capixaba de 2020       |
| Venda Nova do Imigrante           |
| --------------------------------- |
| Rio Branco VN Campeão (1º título) |

### Seleção do Campeonato
| Pos. | Jogador            | Clube         |
| ---- | ------------------ | ------------- |
| G    | Giovani Perim      | Rio Branco VN |
| LD   | Douglas            | Rio Branco VN |
| Z    | Círio              | Rio Branco-ES |
| Z    | Ferrugem           | Vitória-ES    |
| LE   | Neto               | Rio Branco VN |
| M    | Esley              | Rio Branco-ES |
| M    | Gil Mineiro        | Rio Branco-ES |
| M    | Arthur Faria       | Rio Branco VN |
| A    | Gustavo            | Rio Branco VN |
| A    | Toni Galego        | Vitória-ES    |
| A    | Rafael Castro      | Rio Branco VN |
| T    | Antônio Carlos Roy | Rio Branco VN |

- Fonte[16]